# El consentiment (pel·lícula)
El consentiment (francès: Le Consentement) és una pel·lícula dramàtica biogràfica del 2023 dirigida per Vanessa Filho, a partir d'un guió coescrit per Filho, Vanessa Springora i François Pirot, basada en les memòries homònimies del 2020 de Springora que descriuen l'abús sexual que va patir als 14 anys de l'autor Gabriel Matzneff, que llavors en tenia 49. És protagonitzada per Kim Higelin, Jean-Paul Rouve, Laetitia Casta i Élodie Bouchez. La pel·lícula és una coproducció entre França i Bèlgica. Es va estrenar als cinemes a França a càrrec de Pan Distribution i a Bèlgica per Anga Distribution l'11 d'octubre de 2023. S'ha doblat i subtitulat al català.
La pel·lícula va rebre dues nominacions als premis César 2024, a la millor adaptació i a la millor actriu revelació.
El rodatge principal va començar el 16 de maig de 2022 i es va acabar el 30 de juny de 2022.